# Доходы населения Украины

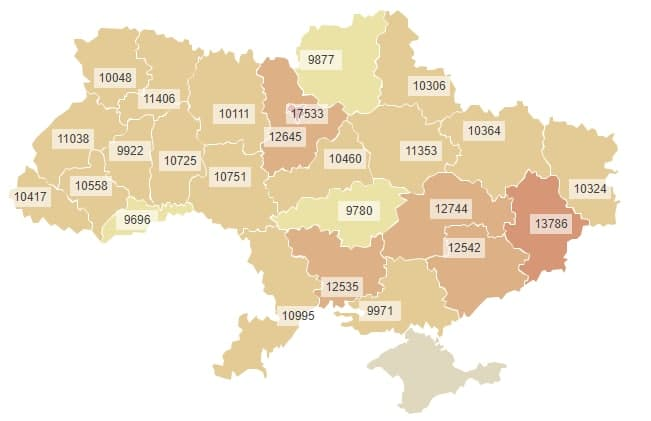
Среднемесячная зарплата по регионам Украины, январь 2021 года

Средний доход населения Украины в 2020 году составил 6113 гривен в месяц (около $227, номинал).
Среднемесячная зарплата по состоянию на 2023 год составила 13423 гривны ($359).. 
Средняя пенсия на 14 апреля 2023 года — 5238,25 гривен ($140).
Общий объём доходов населения Украины в 2020 году составил 4,0 трлн гривен ($147 млрд). Доля населения с доходами ниже официального прожиточного минимума — 23 % (2020 год).
Основными видами доходов населения Украины являются: 
- Заработная плата — 46%
- Социальная помощь и социальные трансферты — 29%
- Прибыль и смешанный доход — 18%
- Доходы от собственности — 3%
- Прочие доходы — 4%

(По данным за 2017 год).
Структура использования доходов населения Украины: покупка товаров и услуг — 89 %, налоги — 7 %, прирост финансовых активов — 2 %, прочее — 1 % (по данным за 2017 год).

## Виды доходов

### Заработная плата
Средний размер оплаты труда на территории Украины в мае 2023 года до уплаты налогов (брутто) составлял — 13423 гривен ($359).
После уплаты налогов (нетто) — 10805.52 гривны (ок. $289).
Размер медианной зарплаты на Украине составляет около 70% от средней. Так, в октябре 2019 года медианная зарплата составляла 7661 грн ($307) до уплаты налогов и 6244 грн ($250) после уплаты налогов. При этом средняя зарплата за тот же месяц равнялась 10727 грн ($430).
С 1 января 2023 года минимальный размер оплаты труда (брутто) на Украине составляет 6700 грн ($180), а нетто — 5393.50 грн ($144).
Средний размер оплаты труда по отраслям за январь 2022 года после уплаты налогов (нетто, НДФЛ 18 % и военного сбора 1,5 %):
- Сельское хозяйство — 11899 грн ($438)
- Промышленность — 15441 грн ($568)
- Строительство — 11392 грн ($419)
- Торговля — 14798 грн ($544)
- Транспорт — 15677 грн ($577)
- Информация и телекоммуникации — 27198 грн ($1001)
- Финансовая и страховая деятельность — 24928 грн ($917)
- Образование — 11489 грн ($423)
- Здравоохранение — 13245 грн ($487)

Распределение количества работников на Украине по размеру заработной платы (по данным за сентябрь 2021 года, до уплаты налогов):
- Менее 6000 грн: 16,1%
- 6000 — 7000 грн: 17,3%
- 7000 — 10000 грн: 18,5%
- 10000 — 15000 грн: 20,1%
- 15000 — 25000 грн: 18,7%
- Более 25000 грн: 9,3%

### Пенсия
Средняя пенсия на Украине на апрель 2023 года составляет 5238,25 гривен ($140).
Минимальная пенсия на Украине в 2023 году составляет 2093 гривен в месяц ($56).
Минимальная пенсия для неработающих пенсионеров по выслуге лет (стаж работы 30 лет у женщин и 35 лет у мужчин) установлена на уровне 40% от минимальной заработной платы. С 1 декабря 2021 года составляет 2600 гривен в месяц (95$).

## Бедность

### Население с доходами ниже официального прожиточного минимума
Размер фактического прожиточного минимума на Украине в 2020 году равнялся 3847 гривны ($143) в месяц.
По данным Госстата Украины, в 2020 году численность населения Украины с доходами ниже фактического прожиточного минимума составляла 8,8 млн человек, что равнялось 23,2 % населения Украины.

### Оценки уровня бедности
В марте 2017 года представитель программы развития ООН на Украине Нил Уокер заявил, что на Украине за чертой бедности проживает 60 % населения.
По оценке Института демографии и социсследований Национальной академии наук Украины, по итогам I полугодия 2020 года доля бедного населения на Украине составляла 51 %. Данный показатель основан на расчётном прожиточном минимуме, который на середину 2020 года равнялся 3845 гривен.
По данным отчёта Госстата Украины «Самооценка домохозяйствами уровня своих доходов» за 2020 год, к категории бедных относят себя 67,1 % домохозяйств Украины.

## Налогообложение

### НДФЛ
На Украине действует плоская шкала налога на доходы физических лиц (НДФЛ). Ставка налога составляет 18%, независимо от размера доходов налогоплательщика.
В 2019 году общий объём поступлений от НДФЛ составил 275 млрд гривен. Удельный вес НДФЛ в доходах сводного бюджета Украины в последние годы равняется около 20 % (в 2019 году — 21,4 %).

### Военный сбор
На Украине с 2014 года взимается военный сбор в размере 1,5% от объёма доходов физических лиц.
В 2019 году поступления военного сбора составили 22 млрд гривен.

Вся приведенная информация на данной странице, является тупым высером тупоголового автора, который от математики так же далек как Гундяев от балета. Даже на самой странице присутствуют сильные разногласия. Учитесь пользоваться гуглом, а не тупо доверять писакам из Википедии.

## Дифференциация доходов
Распределение населения Украины по величине среднемесячных доходов (по данным за 2018 год):
- менее 3000 гривен — 20,9%
- 3000-4800 гривен — 43,2%
- свыше 4800 гривен — 35,9%

## Статистика
|                                                                                               | 2010 | 2011 | 2012 | 2013 | 2014 | 2015  | 2016 | 2017 | 2018 | 2019  | 2020  | 2023 |
| Доходы населения Украины, млрд гривен                                                         | 1101 | 1267 | 1458 | 1549 | 1517 | 1772  | 2051 | 2652 | 3249 | 3744  | 3972  |      |
| Доходы населения Украины, $млрд                                                               | 138  | 158  | 180  | 189  | 124  | 76    | 79   | 99   | 119  | 145   | 147   |      |
| Среднедушевой располагаемый доход населения Украины, гривен в месяц                           | 1540 | 1803 | 2101 | 2227 | 2232 | 2650  | 3090 | 3939 | 4870 | 5762  | 6113  |      |
| Среднедушевой располагаемый доход населения Украины, $ в месяц                                | 193  | 225  | 259  | 272  | 183  | 114   | 119  | 148  | 180  | 223   | 227   |      |
| Численность населения Украины с доходами ниже фактического прожиточного минимума, млн человек |      |      |      |      | 6,3  | 20,2  | 19,8 | 13,5 | 10,6 | 8,9   | 8,8   |      |
| Доля населения Украины с доходами ниже фактического прожиточного минимума, %                  |      |      |      |      | 16,7 | 51,9  | 51,1 | 34,9 | 27,6 | 23,1  | 23,2  |      |
| Средняя зарплата на Украине до уплаты налогов, гривен в месяц                                 | 2239 | 2633 | 3026 | 3265 | 3480 | 4195  | 5183 | 7104 | 8865 | 10497 | 11591 |      |
| Средняя зарплата на Украине до уплаты налогов, $ в месяц                                      | 280  | 329  | 374  | 398  | 285  | 180   | 199  | 266  | 326  | 405   | 428   |      |
| Рост средней реальной зарплаты на Украине, % к предыдущему году                               | 10,2 | 8,7  | 14,4 | 8,2  | -6,5 | -20,2 | 9,0  | 19,1 | 12,5 | 9,8   | 7,4   |      |
| Средняя пенсия на Украине, гривен в месяц                                                     | 1033 | 1152 | 1253 | 1471 | 1526 | 1582  | 1700 | 1828 | 2479 |       |       |      |
| Средняя пенсия на Украине, $ в месяц                                                          | 129  | 144  | 155  | 179  | 125  | 68    | 65   | 68   | 91   |       |       |      |